# ゲンジン
ゲンジン（玄参）は、漢方薬として用いられるゴマノハグサ科の多年草ゴマノハグサの根。

## 歴史
中国最古の薬物書とされる『神農本草経』にも記載されており、その薬効は古くから認識されていたようである。

## 製造方法
地上部の枯れた晩秋から初冬にかけて、地下部を掘り取り、水洗いしながら細根や土砂を除去した後、蒸してから日干しする。

## 薬効
主要成分としてフェニルプロパノイドの桂皮酸やイリドイド配糖体のハルパゴシドなどを含み、消炎・解熱・鎮痛作用がある。皮膚の痒みを取ると言われ、また不眠にも効果がある。
ゲンジンが含まれる漢方薬には、加味温胆湯などがある。

## 基原植物
基原植物はゴマノハグサで、湿気のある草地に生え、高さ約1.2メートル。ゴマに似た葉をもち、夏、黄緑色の壺形の花を総状につける。